# Palkāneh-ye Soflá
Palkāneh-ye Soflá (persiska: پلكانه سفلى, پلگانه, Palgāneh) är en ort i Iran.   Den ligger i provinsen Ilam, i den västra delen av landet, 500 km sydväst om huvudstaden Teheran. Palkāneh-ye Soflá ligger 1 198 meter över havet och antalet invånare är 106.
Terrängen runt Palkāneh-ye Soflá är lite bergig, och sluttar söderut.Runt Palkāneh-ye Soflá är det ganska glesbefolkat, med 48 invånare per kvadratkilometer. Närmaste större samhälle är Lūmār, 15,2 km söder om Palkāneh-ye Soflá. Omgivningarna runt Palkāneh-ye Soflá är i huvudsak ett öppet busklandskap.